# تسلسل زمني لبغداد
|  |

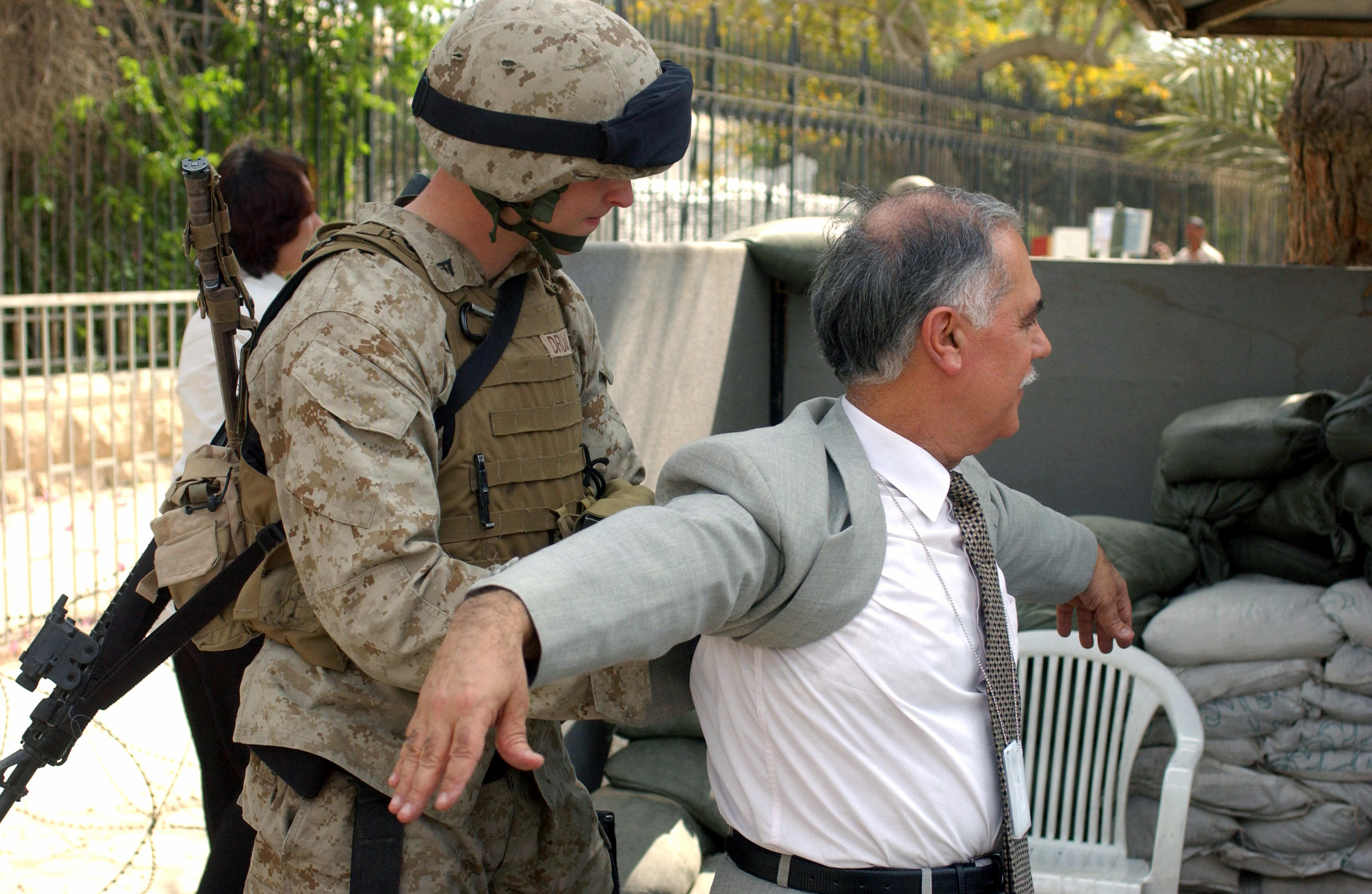
صورة لجانب من التفتيش في القاعدة الأمريكية في بغداد

1. 2000 قبل الميلاد - مدينة بغداد البابلية[1]
2. 762 ميلاديًا
  - بدء إنشاء مدينة بغداد المدورة في عهد أبو جعفر المنصور، الخلافة العباسية[2][3]
  - بناء مسجد المسكية[4]
3. 767 - بناء مسجد المنصور[4]
4. 786- بويع هارون الرشيد بالخلافة[5]
5. 799 - بناء العتبة الكاظمية
6. 812-813 حصار بغداد، الفتنة الرابعة (الحرب الأهلية الإسلامية)[5]
7. 814 - استولى المأمون على المدينة
8. 827 - بناء قبر زبيدة بنت جعفر
9. 836 - انتقلت خلافة المعتصم بالله العباسية من بغداد إلى سامراء.[6][7]
10. 850 - نُشر كتاب الحيل.
11. 855 - تشييع أحمد بن حنبل
12. 861 - 11 ديسمبر: اغتيال الخليفة أبو الفضل جعفر المتوكل على الله.[6]
13. 865 - بناء سور المدينة.
14. 865-866 الحرب الأهلية للخلافة، كانت نزاعًا مسلحًا أثناء «فوضى سامراء» بين الخلفاء المتنافسين أحمد المستعين بالله والمعتز.
15. 892 - خلافة الخليفة العباسي المؤيد من سامراء إلى بغداد.[8]
16. 901 - بناء جامع القصر.
17. 908 - بناء مسجد الخلفاء.
18. 993 - أنشأت مؤسسة دار العلم (مؤسسة تعليمية).[9]
19. 1055 - السلجوق نظام الملك في السلطة.
20. 1157 - حصار بغداد، الحروب العباسية – السلجوقية
21. 1060 - تأسيس دار الكتب (مكتبة).[10]
22. 1066 - استعادة مسجد أبو حنيفة
23. 1067 - إنشاء المدرسة النظامية في بغداد (الكلية).[6]
24. 1095 - أعيد بناء سور المدينة.
25. 1180 - الخليفة الناصر لدين الله في السلطة.[8]
26. 1193 – بناء جامع زومورود خاتون، و(مقبرة) وتربت زومورود خاتون.
27. 1202 - بناء مئذنة جامع الخفافين (تاريخ تقريبي).[11]
28. 1215 - بناء قبر معروف الكرخي.
29. 1221 - بناء باب التلمس (بوابة تاليسمان).[12]
30. 1228 - بناء جامع القمرية.
31. 1230 - بناء القصر العباسي في القلعة (تاريخ تقريبي).[13]
32. 1232 - تأسست المدرسة المستنصرية.[12]
33. 1252 - بناء ضريح عبد القادر.[12]
34. 1258 - كانون الثاني (يناير) - شباط (فبراير): دُمرت مدينة من قِبل قوات المغول هولاكو خان خلال حصار بغداد، وقتل معظم السكان.[8][14]
35. 1272 - ماركو بولو يزور المدينة (تاريخ تقريبي).
36. 1326 - ابن بطوطة يزور المدينة.
37. 1357 - بناء المدرسة المريجانية.[15]
38. 1393 – استولى تيمورلنك على مدينة.[4]
39. 1405 - السلطان أحمد جلاير في السلطة.[4]
40. 1468 - آق قويونلو في السلطة.[6]

## من القرن السادس عشر حتى التاسع عشر
1. 1508 - المدينة التي احتلها الفارسي إسماعيل الأول.[16]
2. 1534
  - الاستيلاء على بغداد من قبل العثمانيين.[8]
  - بناء جامع عبد القادر الجيلاني.[4]
3. 1535 – أصبحت المدينة عاصمة إيالة بغداد للإمبراطورية العثمانية.[12]
4. 1544 - استولت قوات سليمان الأول على المدينة.[12]
5. 1578 - بناء جامع مراد باشا.[8]
6. 1601 - بناء المقهى.
7. استولت قوات عباس الأول على المدينة.[17]

8. 1623 - 23 يناير: احتل الصفويين بغداد.
1. 1638 - الاستيلاء على بغداد على يد قوات العثماني مراد الرابع.[18]
2. 1683 - حوصرت المدينة.[8]
3. 1780 - المملوك سليمان باشا العظيم في السلطة.
4. 1795 - بناء جامع الميدان.[4]
5. 1799 – حوصرت المدينة من قِبل القوات الوهابية السعودية.[4]
6. 1816 – المملوك داود باشا في السلطة.[19]
7. 1823 – قُدر عدد السكان: 80.000[1]
8. 1826 - بني جامع حيدر خانا.[8]
9. 1831 - الفيضان، ثم المجاعة.[1]
10. 1841 - لينش براذرز في الأعمال التجارية.[20]
11. 1848 - تأسيس أبرشية الروم الكاثوليك في بغداد.
12. 1849 - اكتشفت بقايا رصيف نبوخذ نصر من مدينة بابلو البابلية.[8]
13. 1861 - رُكب خط التلغراف بين إسطنبول وبغداد.[1]
14. 1865 - رُكب خط التلغراف من البصرة - بغداد.
15. 1869 - مدحت باشا في السلطة.[8]
16. 1870- تأسيس المجلس البلدي.[1]
17. 1871 - عدد السكان: 65000.
18. 1895 - عدد السكان: 100.000 (تقدير).[21]
19. 1899 - تأسيس مدرسة الاتحاد الإسرائيلي العالمي للفتيات.[8]

## القرن العشرين

### من البداية حتى أربعينات القرن العشرين
1. 1908 - عدد السكان: 140.000 (تقدير).[22]
2. 1909 - بناء السينما.[23]
3. 1911 – الفيلق الثالث عشر (الدولة العثمانية) مقرها في بغداد.
4. 1912 - عدد السكان: 200000 (تقديري).
5. 1914 - أكتوبر: بدأ تشغيل سكة حديد سامراء بغداد.[24]
6. 1915
  - السكك الحديدية بين إسطنبول وبغداد تبدأ العمل.[8]
  - إنشاء شارع الرشيد[6]
  - وباء الكوليرا.[8]
7. 1917
  - مارس: سقوط بغداد؛ البريطانيون في السلطة.[25][26]
  - افتتاح السينما
8. 1919 - تنظيم حراس الاستقلال.[6]
9. 1920
  - المدينة تصبح عاصمة الانتداب البريطاني على العراق.
  - التمرد العراقي ضد البريطانيين (ثورة العشرين).[8]
  - تأسيس مكتبة السلام.
10. 1926 - تأسيس متحف بغداد للآثار.
11. 1927 - بدأت الخطوط الجوية البريطانية الإمبراطورية تشغيل رحلات القاهرة-بغداد-البصرة.[27]
12. 1929 - المكتبة العامة (المكتبة العامة) تنشط.
13. 1936 - الانقلاب العسكري.
14. 1940 - افتتاح معهد الموسيقى العراقي.[28]
15. 1941 - الانقلاب العراقي في بغداد (ثورة رشيد عالي الكيلاني)، الحرب العالمية الثانية[29]
16. 1940
  - مايو: الحرب الأنجلو-عراقية.
  - يونيو: فرهود (مذبحة ضد اليهود).[23]
17. 1944 – تأسيس فرقة الأوكسترا السمفونية القومية العراقية
18. 1946 - بناء جسر الصرافية.
19. 1947 - عدد السكان: 352.137.
20. 1948
  - الانتفاضة.
  - تشكلت شركة المسرح الشعبي واستوديو صناعة الأفلام في بغداد.[23]

### من خمسينات إلى تسعينات القرن العشرين
1. 1952
  - الانتفاضة.
  - تشكيل شركة المسرح الحديث
2. 1953 - بناء محطة بغداد المركزية.[30]
3. 1956
  - بُني سد سامراء على نهر دجلة بالقرب من المدينة.
  - مايو: بدأ التليفزيون الحكومي في البث.
  - الانتفاضة.
  - تشكيل جمعية الفنانين العراقيين[30]
4. 1957 تأسيس جامعة بغداد
5. 1958
  - 14 يوليو: انقلاب عراقي ضد الملك فيصل الثاني في القصر الملكي.[30]
  - المدينة تصبح عاصمة جمهورية العراق.
6. 1959
  - مدينة الثورة بنيت.
  - جريدة المبدا تبدأ النشر.
  - نصب الجندي المجهول الذي أقيم في ساحة الفردوس
7. 1960- سبتمبر: تأسست أوبك (منظمة الدول المصدرة للنفط) في مؤتمر بغداد (إيران - العراق - الكويت - المملكة العربية السعودية - فنزويلا).
8. 1961 - تأسيس المكتبة والمحفوظات الوطنية العراقية.
9. 1963
  - 8-10 شباط / فبراير: الانقلاب العراقي.
  - بُني مسجد الخلفاء.
  - تأسيس الجامعة المستنصرية ونادي الرشيد الرياضي.[31]
10. 1964 - تأسيس مستشفى اليرموك التعليمي.
11. 1966
  - مهرجان سينمائي أقيم في سينما الراشد.[32]
  - بناء ملعب الشعب ومسجد الشهداء
12. 1968 - تأسست شركة المسرح الوطني.
13. 1970 - السكان: 1,984,142 (تقدير).[33]
14. 1971 - افتتاح حديقة حيوان بغداد.
15. 1975 - إنشاء مكتب البريد المركزي.[4]
16. 1980
  - الحرب بين إيران والعراق تبدأ.
  - أنشئت مدرسة الفيلم من معهد الفنون الجميلة.[34]
17. 1981 - بناء المركز الوطني للأفلام وصالة صدام حسين (الآن صالة رياضية في بغداد).
18. 1982
  - مطار صدام الدولي وفندق الرشيد وفندق فلسطين ميريديان وقصر بغداد للمؤتمرات
  - افتتاح فندق عشتار شيراتون.
  - افتتاح النصب التذكاري للجندي المجهول[4]
19. 1983 – بناء نصب الشهيد.[31]
20. 1985
  - يبدأ مهرجان بغداد للمسرح العربي.
  - بناء مجمع أمانة العاصمة للإسكان ومبنى البنك المركزي العراقي[4]
21. 1987 - السكان: 3841268.
22. 1988 - تأسيس جامعة صدام.[35]
23. 1991
  - حرب الخليج.[31]
  - 13فبراير: قصف ملجأ العامرية.
24. 1993 - 26 يونيو: ضربات صاروخية من قبل الولايات المتحدة.
25. 1994 - بناء برج بغداد.

## القرن الواحد والعشرون
1. 2002 - أبريل: نصب تمثال صدام حسين في ميدان الفردوس.
2. 2003
  - 3-12 أبريل: معركة بغداد - الولايات المتحدة في السلطة - إنشاء المنطقة الخضراء.[36]
  - 7 أغسطس: قصف السفارة الأردنية.
  - 19 أغسطس: قصف فندق القناة.[37]
  - 27 أكتوبر: التفجيرات.
3. 2004
  - 2 مارس: تفجيرات عاشوراء.
  - 29 مايو: علاء التميمي يصبح عمدة.
  - 25 أغسطس: يعود مطار بغداد الدولي إلى السيطرة المدنية.[38]
  - 12 سبتمبر: حادثة مروحية شارع حيفا.
  - 14 سبتمبر: القصف.
4. 2005
  - 8 أغسطس: الانقلاب البلدي.
  - 31 أغسطس: 2005 تدافع جسر بغداد.
  - انطلاق مهرجان بغداد السينمائي الدولي
5. 2006
  - 7 إبريل / نيسان: تفجير مسجد البوراثا.
  - 1 يوليو: قصف مدينة الصدر.
  - 9 يوليو: مذبحة حي الجهاد.
  - 23 نوفمبر: تفجيرات مدينة الصدر[39]
6. 2007
  - 16 يناير: تفجيرات الجامعة المستنصرية.
  - 22 يناير: التفجيرات.
  - 3 فبراير: قصف السوق.
  - 14 شباط: تنفيذ خطة بغداد الأمنية.
  - 18 فبراير: التفجيرات.
  - 5 مارس: قصف شارع المتنبي.
  - 29 مارس: التفجيرات.
  - أبريل: بدء بناء سور حي الأعظمية.
  - 26 يوليو: قصف السوق.
  - 1 أغسطس: التفجيرات.
7. 2008
  - مترو بغداد يستأنف العمل.
  - 6 مارس: القصف.
  - 17 يونيو: القصف.
8. 2009
  - 1 يناير: نقل السيطرة على المنطقة الخضراء من الولايات المتحدة إلى العراق.[40]
  - بدأ تفكيك جدران الانفجار وقت الحرب.
  - 19 أغسطس: التفجيرات.[40]
9. 2010
  - 17 أغسطس: التفجيرات.[41]
  - افتتاح ملعب بغداد.
10. 2012
  - 5 يناير: التفجيرات.
  - 27 يناير: القصف.
  - 23 فبراير: هجمات العراق.
  - 4 يونيو: قصف مكتب الشيعة
11. 2016 - 3 يوليو: قصف في الكرادة.[42]